# Port lotniczy Gorom Gorom
Port lotniczy Gorom Gorom – międzynarodowy port lotniczy położony w Gorom-Gorom, w Burkinie Faso.